# Івано-Франківська вулиця (Калуш)
Вулиця Івано-Франківська — вулиця в Калуші, осьова для мікрорайону Підгірки.

## Розташування
Продовжує вулицю Степана Бандери (зі сторони центру, від перехрестя з вулицею Тарнавського Мирона) до перехрестя з вулицею Медична (з відгалуженням вправо до дорожнього кільця на виїзді з Калуша) і продовжується автошляхом Т 0910 на Бурштин.
До вулиці прилягають: зліва:
- вулиця Тарнавського Мирона
- вулиця Підгорецька
- вулиця Братів Козаків
- вулиця Вороного
- вулиця Смольського
- вулиця Проектна
- вулиця Медична

справа:
- вулиця Львівська
- вулиця Новацького
- вулиця Садова

Вулиця є ділянкою Автошляху Р-84.

## Історія
Вулиця утворена 5 листопада 1991 шляхом поділу вулиці Терешкової (раніше і до її розлучення — Ніколаєвої-Терешкової, до якої рішенням міськвиконкому № 155 22.04.1966 приєднана нинішня вулиця Івано-Франківська вулиця, бо в Підгірках до того поділу на вулиці не було) на дві вулиці — Степана Бандери та Івано-Франківську.

## Сьогодення
З правого боку вулиці (йдучи за зростанням номерів будинків, або якщо їхати з центру) першочергово ми бачимо магазин-ресторан Корона, поблизу якого знаходиться автобусна зупинка. Зразу позад нього у приміщеннях колишньої Сільгосптехніки знаходиться автотранспортне підприємство. З цього ж боку вулиці (після кількох садиб) за 200 м знаходиться музей І. Я. Франка — будинок брата, який придбав йому і часто відвідував митець. Позаду будинку знаходиться колишній промисловий гігант кінця 80-их рр. ХХ століття — «Карпатнафтомаш» із 9-поверховим адміністративним корпусом і багатогектарними площами заводських цехів. Далі йдуть будівлі житлової малоповерхової забудови і центральна частина Підгірок. Справа в центрі мікрорайону — декілька магазинів, шевська фірма та загальноосвітня школа І–ІІ ст. № 8 (збудована в 1926—1929), за якою вулицю перетинає річка Млинівка і знову йде садибна забудова. Закінчується вулиця АЗС Укрнафта на роздоріжжі.
З лівого боку вулиці з початку знаходиться суцільна лінія житлової малоповерхової забудови. Закінчується вона аж у центральній частині мікрорайону. Тут розташований футбольний стадіон, останній із чотирьох великих багатосотлітніх дубів, символічна могила полеглих у боротьбі за волю України (на території колишнього фільварку, потім — тублікарні), а також Народний дім Підгірок (збудований у 1935—1939, а відкритий 1956 року) з меморіальними дошками Г. Смольському і А. Могильницькому роботи І. Семака, корпус школи (збудований за Австрії), після річки Млинівки — садибна забудова, каплиця Божої Матері. Після перехрестя з вулицею Медична забудова лівого боку відсутня.

## Символічна могила
Присвячена полеглим борцям за волю України. Відкрита 1 листопада 1990 року — в день 62-ї річниці Листопадового Зриву і проголошення Західноукраїнської Народної Республіки (ЗУНР). На символічній могилі встановлено дві пам'ятні стели, п'ять стел з іменами 60 героїв: вояків УПА і підпільників ОУН родом з Підгірок або полеглих у Підгірках, та три стели з іменами 72 калуських вояків УГА.

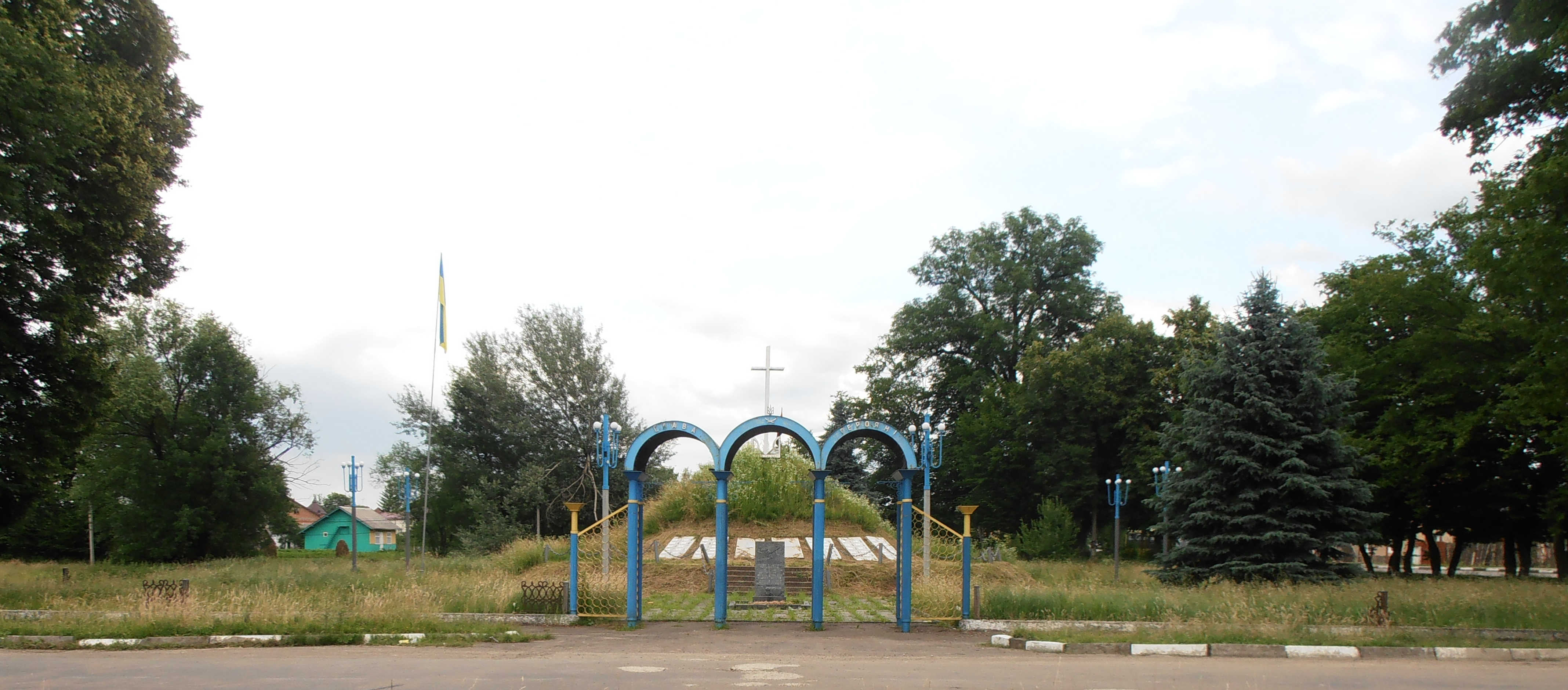
Символічна могила борцям за волю України
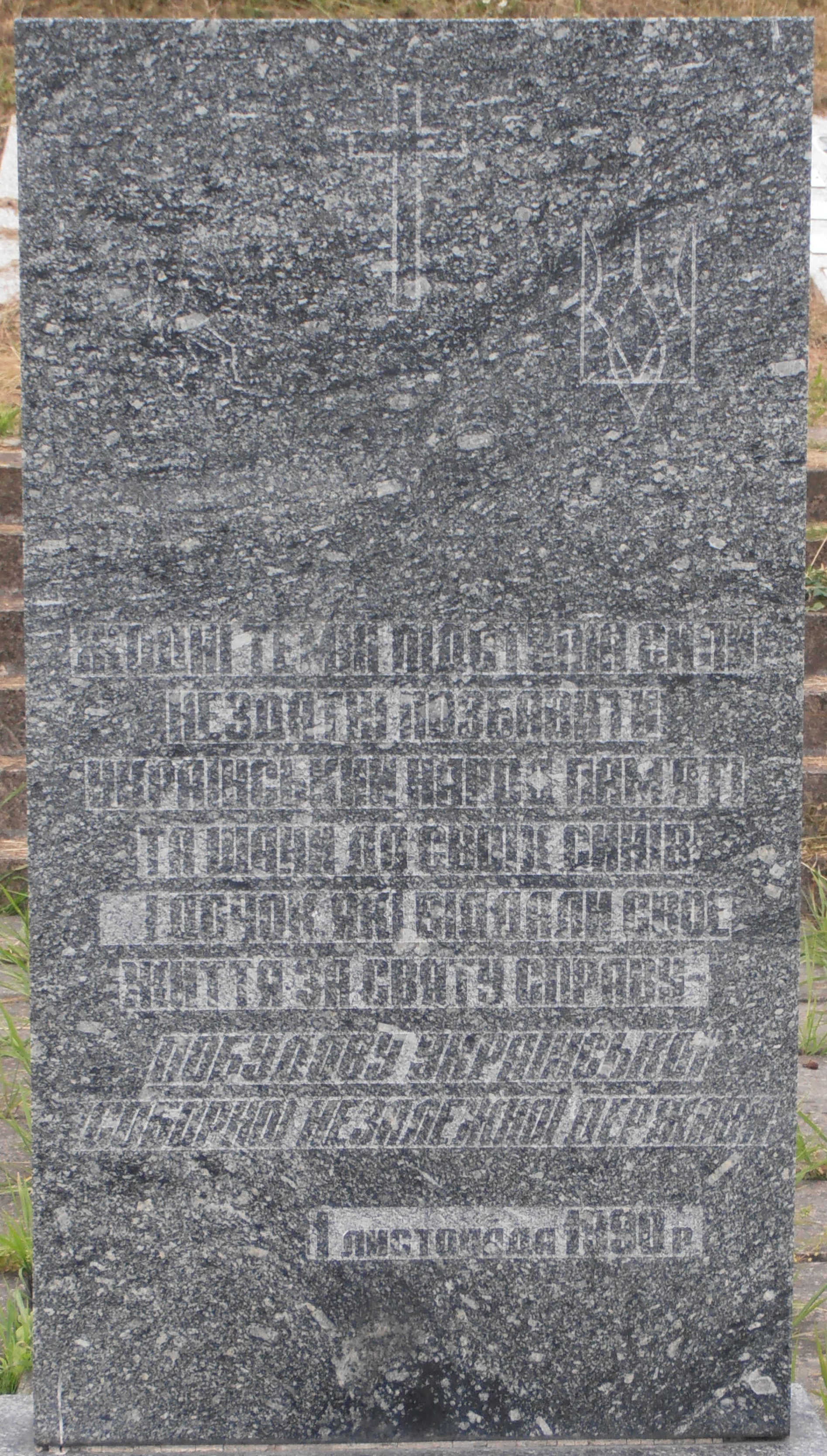
Стела перед символічною могилою
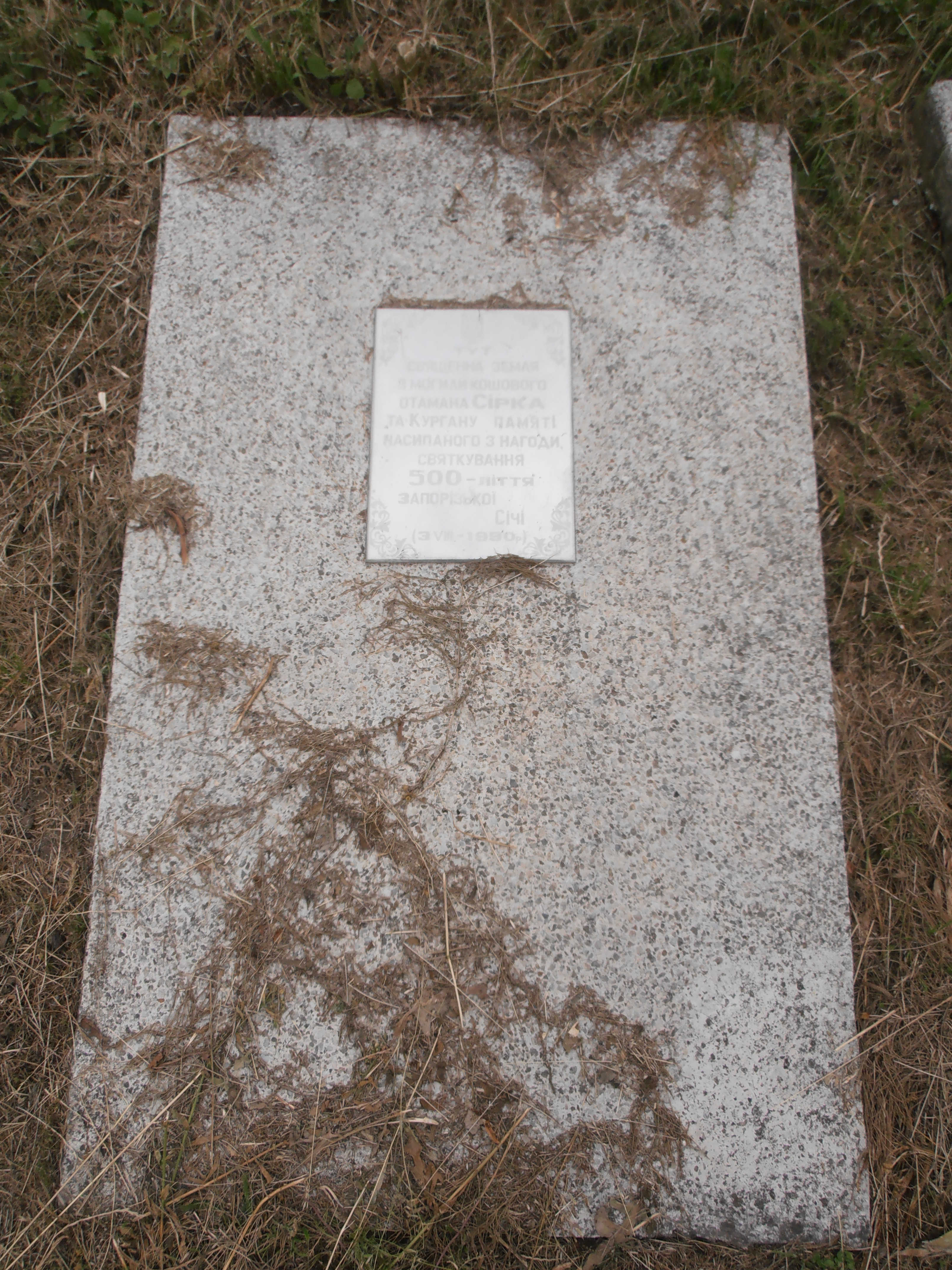
Символічна могила. Стела №1
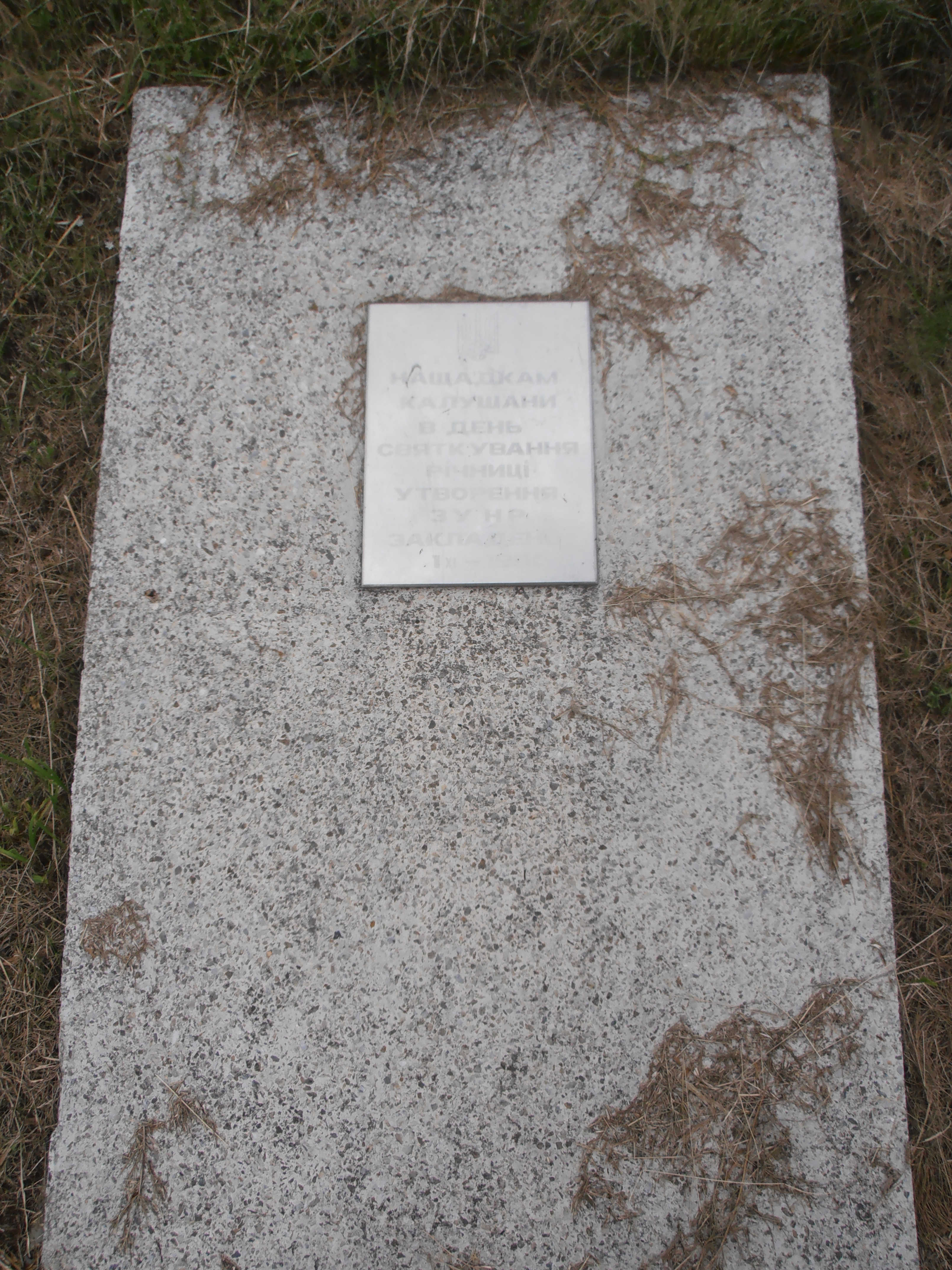
Символічна могила. Стела №2
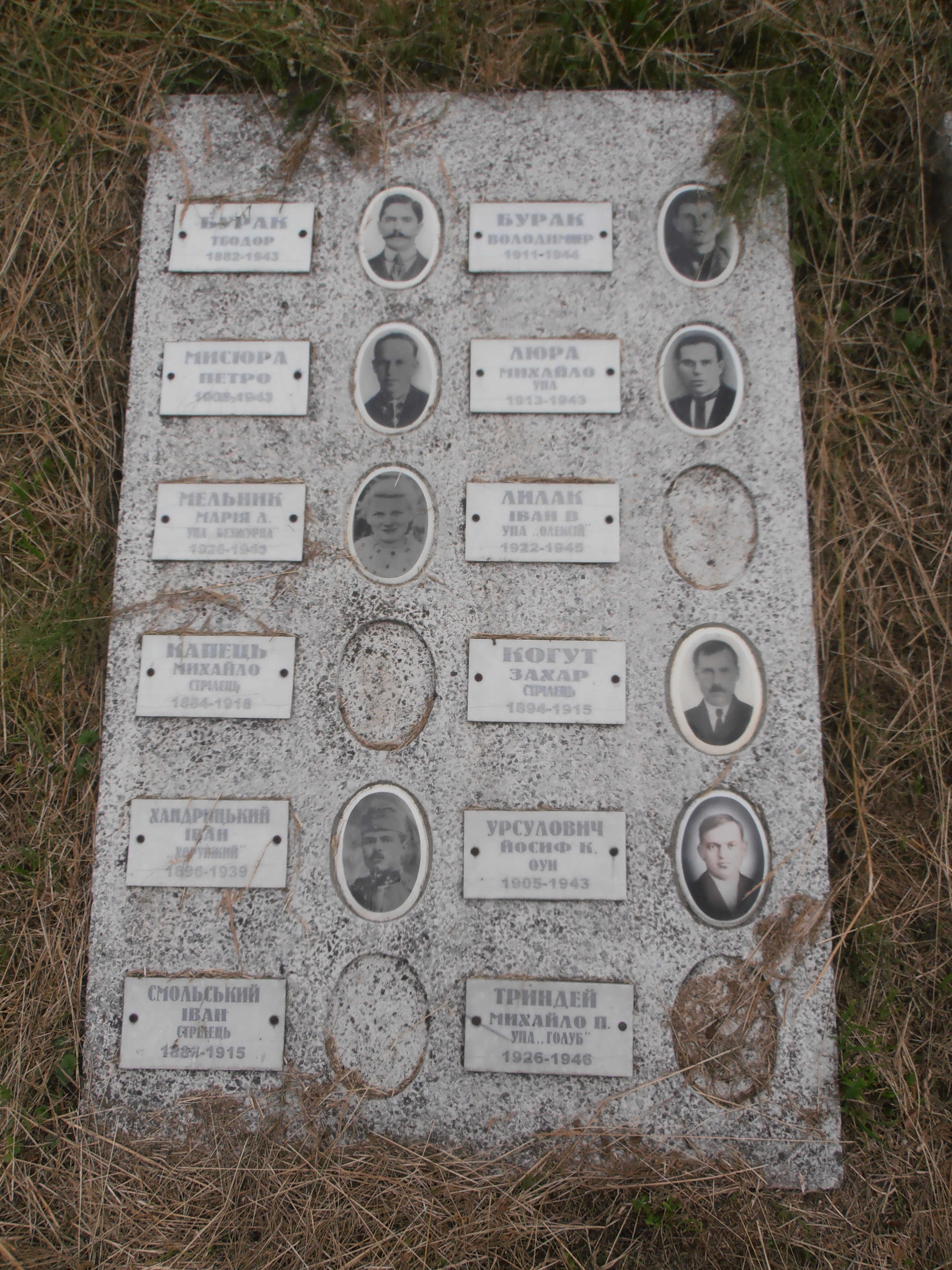
Символічна могила. Вояки ОУН-УПА. Плита №1
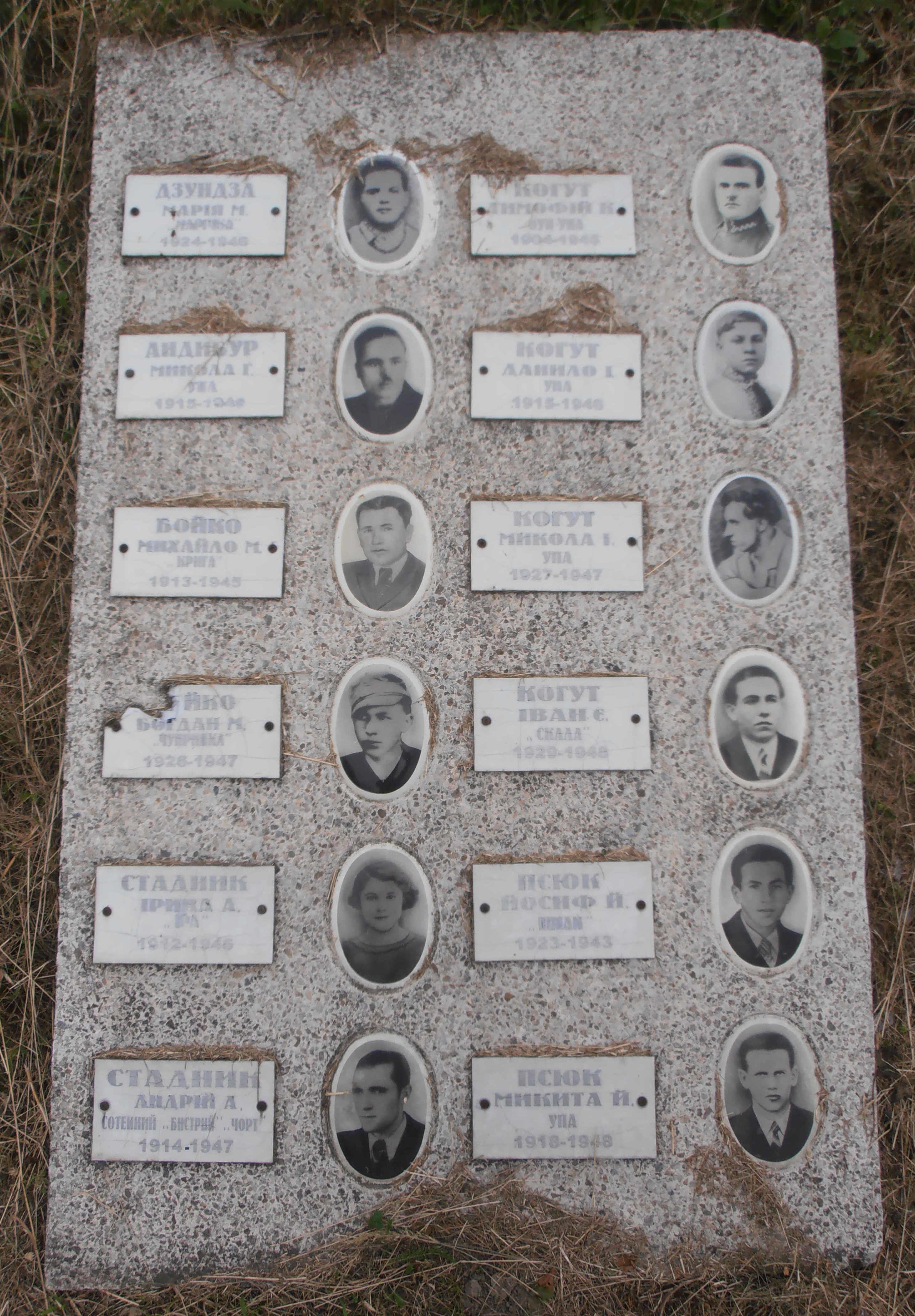
Символічна могила. Вояки ОУН-УПА. Плита №2
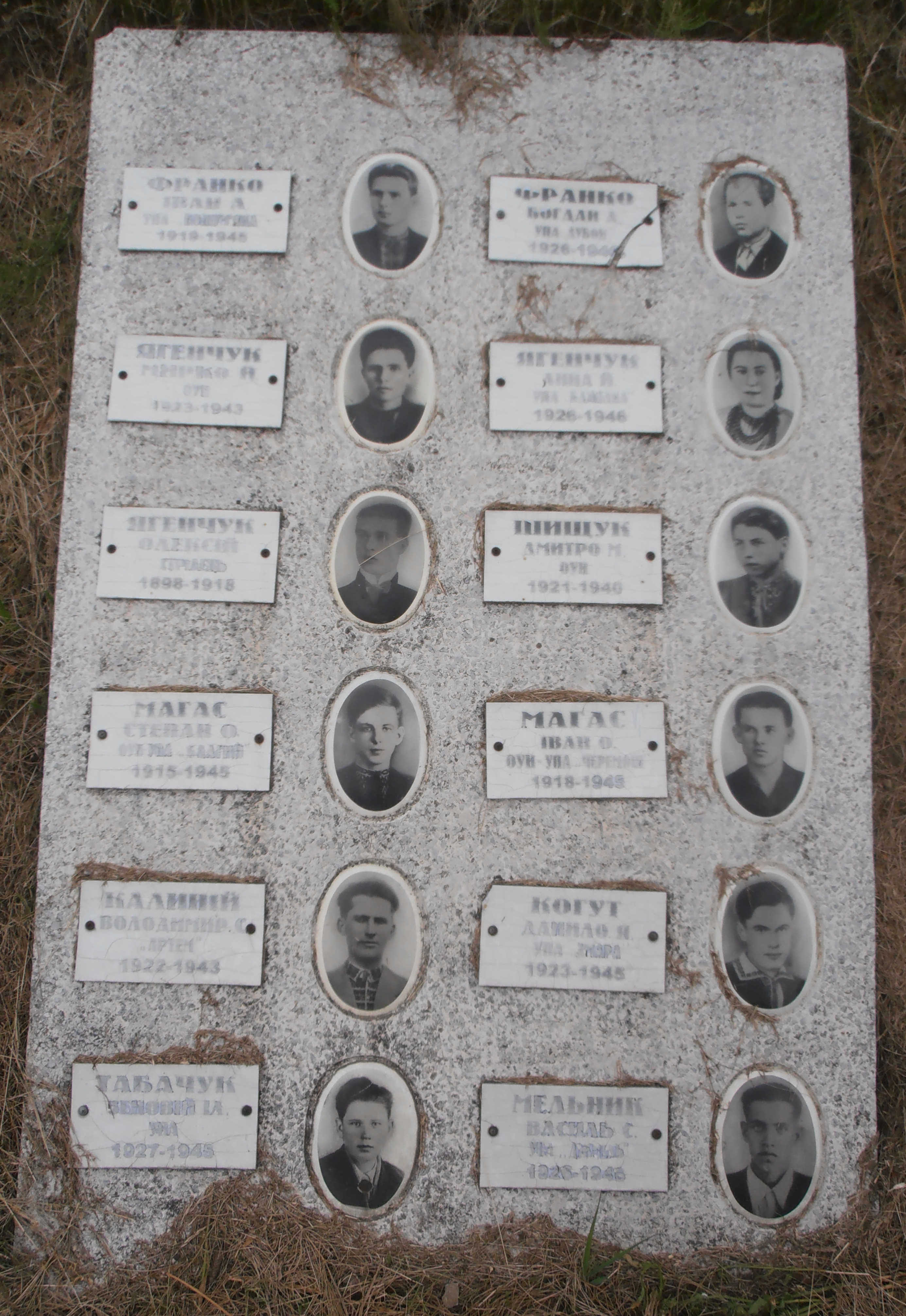
Символічна могила. Вояки ОУН-УПА. Плита №3
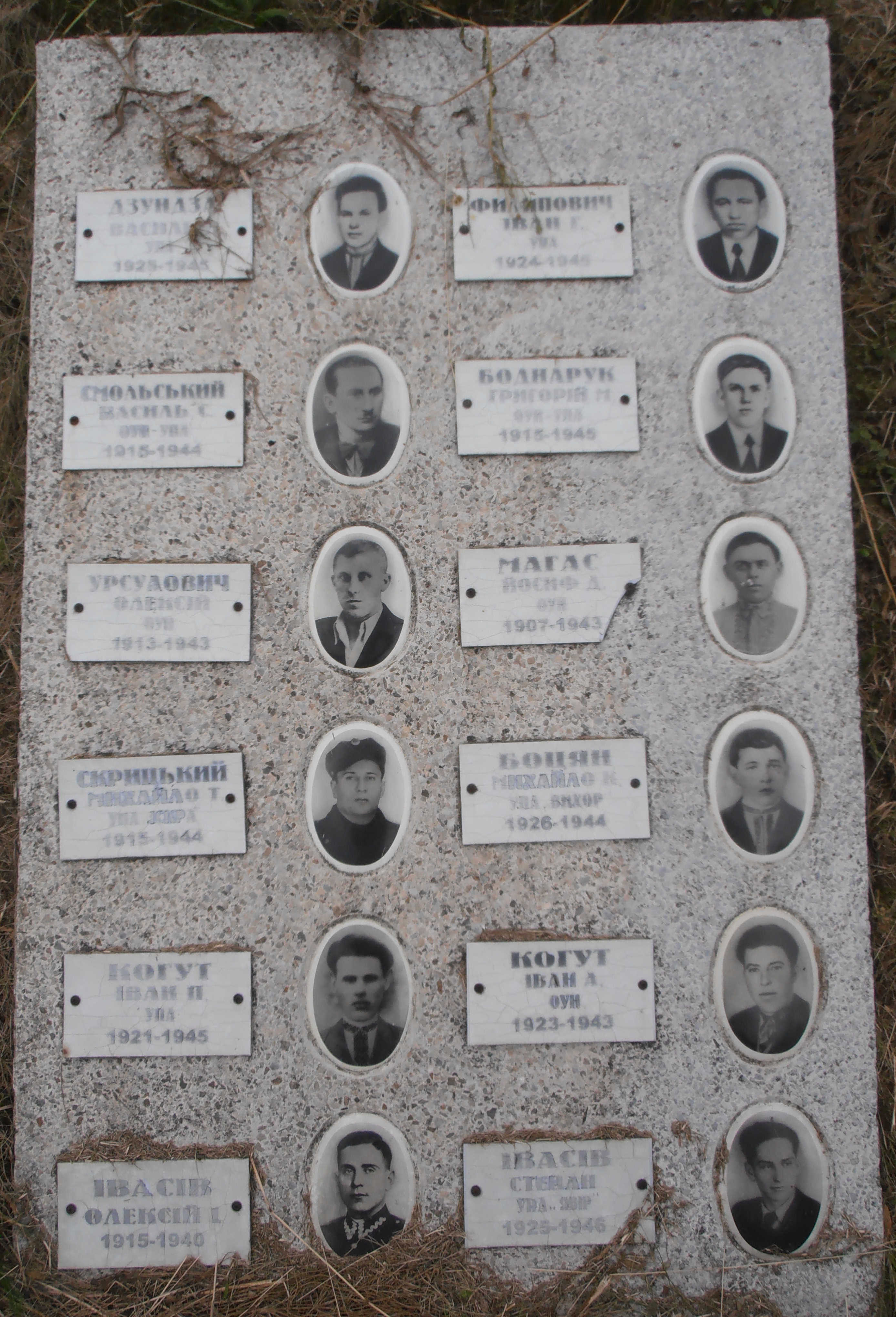
Символічна могила. Вояки ОУН-УПА. Плита №4
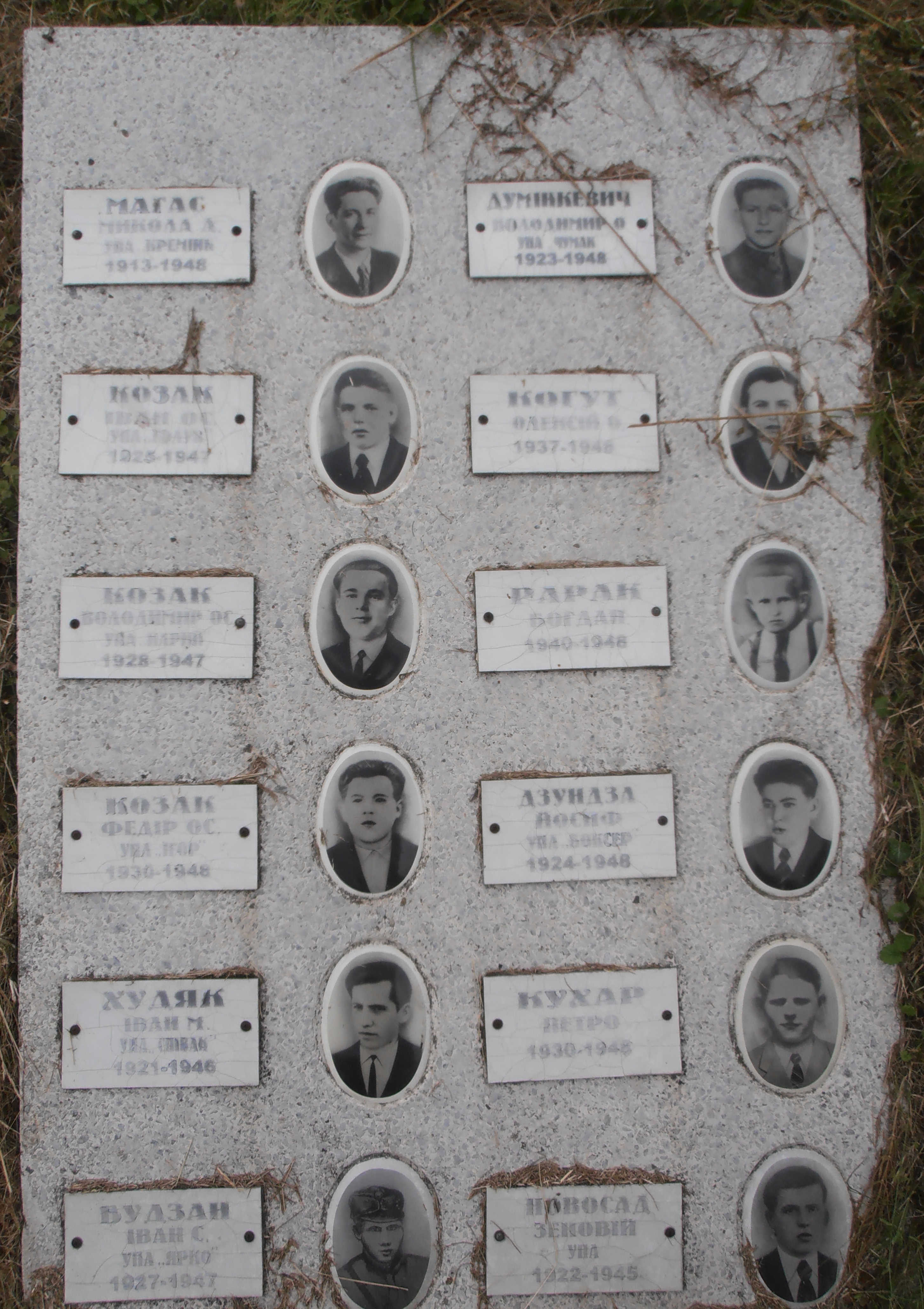
Символічна могила. Вояки ОУН-УПА. Плита №5
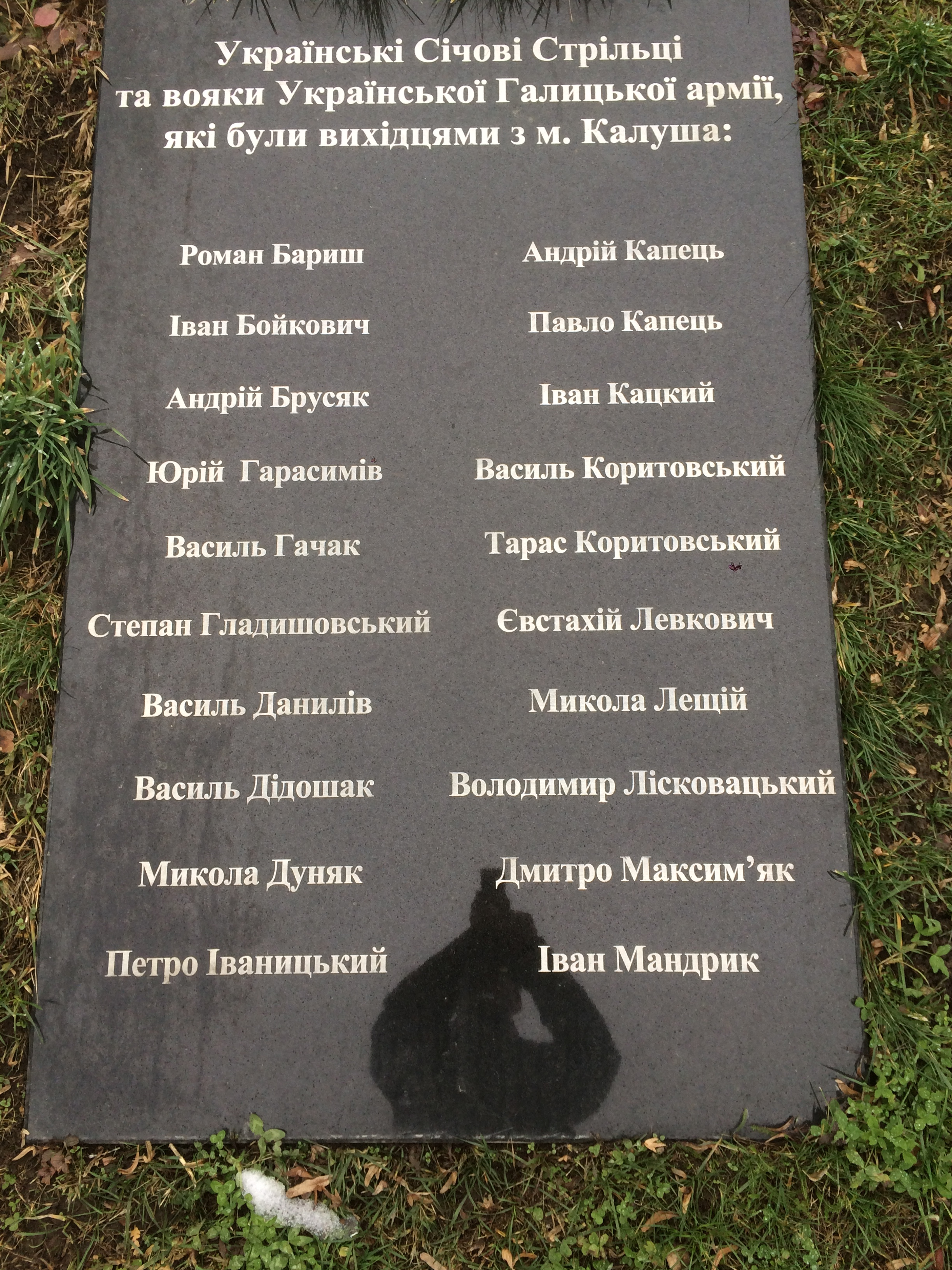
Символічна могила. Вояки УГА з Калуша. Плита №1
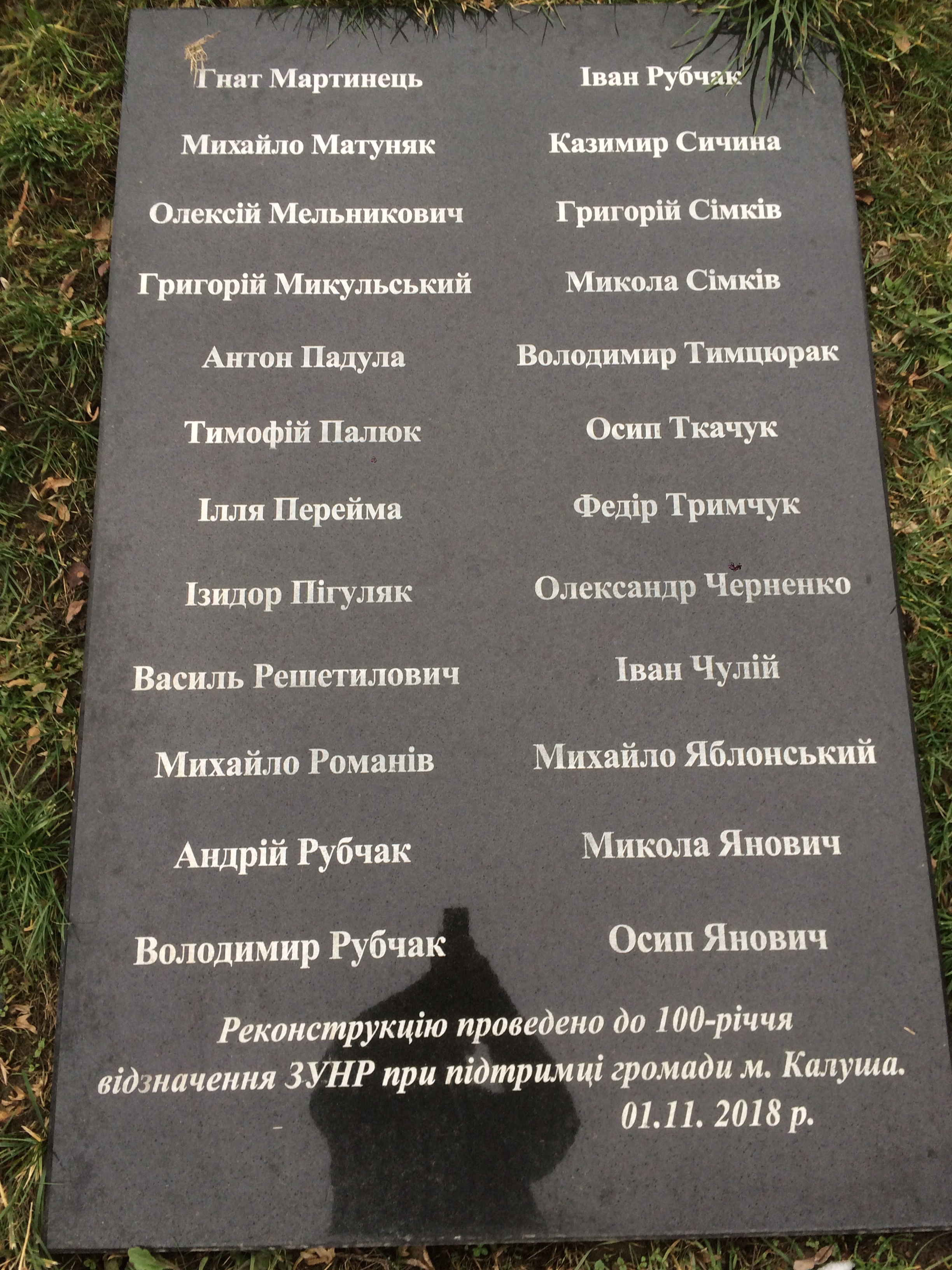
Символічна могила. Вояки УГА з Калуша. Плита №2
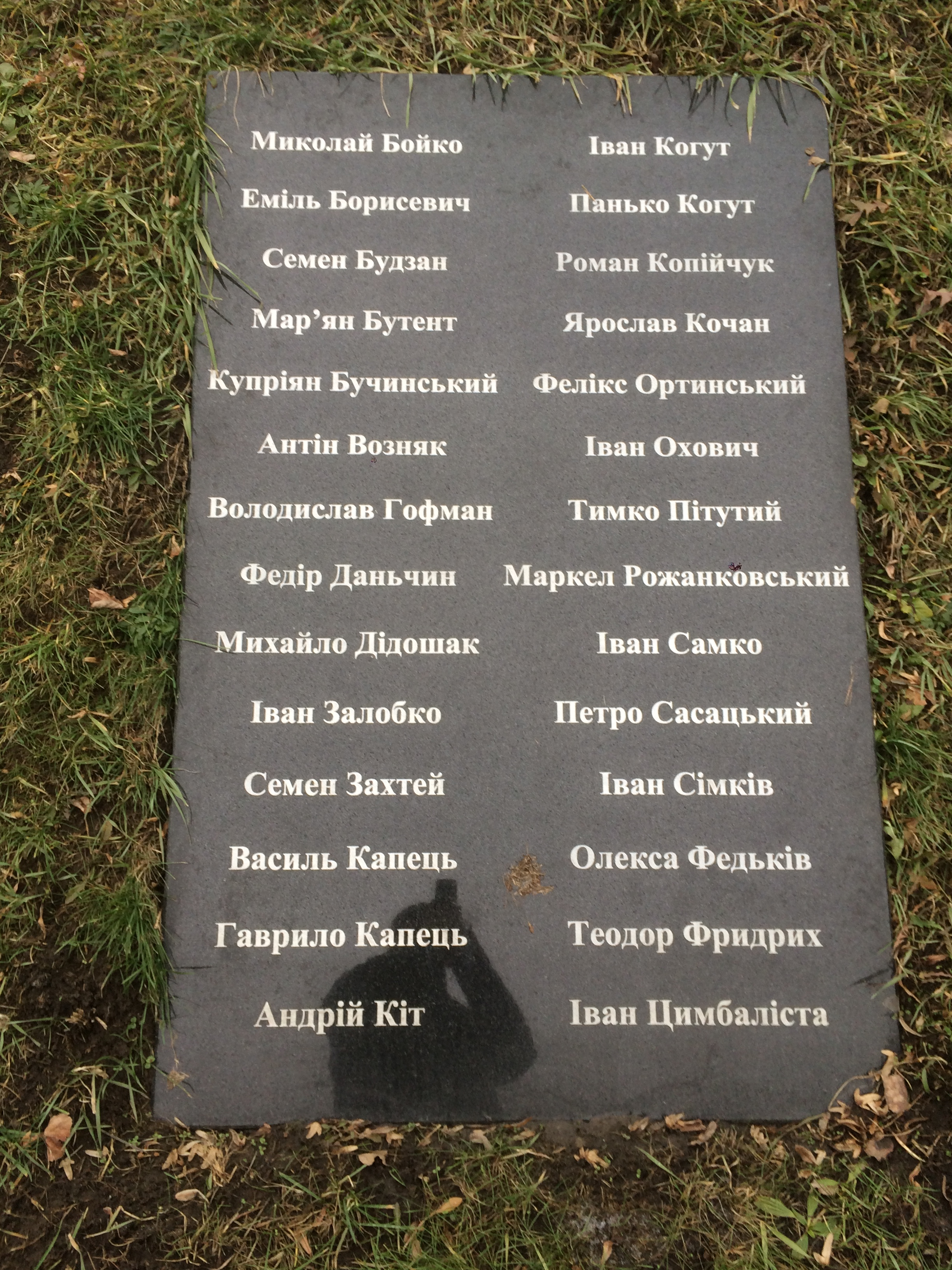
Символічна могила. Вояки УГА з Калуша. Плита №3

## Світовий рекорд
Найприкметнішим є те, що Івано-Франківська вулиця (разом із продовженням — вулицею С. Бандери) є єдиною у світі, на якій розміщені одразу три пам'ятники Іванові Франку на чотирикілометровому відтинку: біля Народного дому, біля музею Я. І. Франка і біля музичної школи. Однак, міськрайонній Просвіті цього видалося замало і вона проголосила ініціативу збору коштів на ще один пам'ятник Франкові, але іншим активістам вдалося повернути маси на збір коштів для встановлення пам'ятника Романові Шухевичу, через що ця феноменальна ініціатива четвертого пам'ятника поволі згасла.

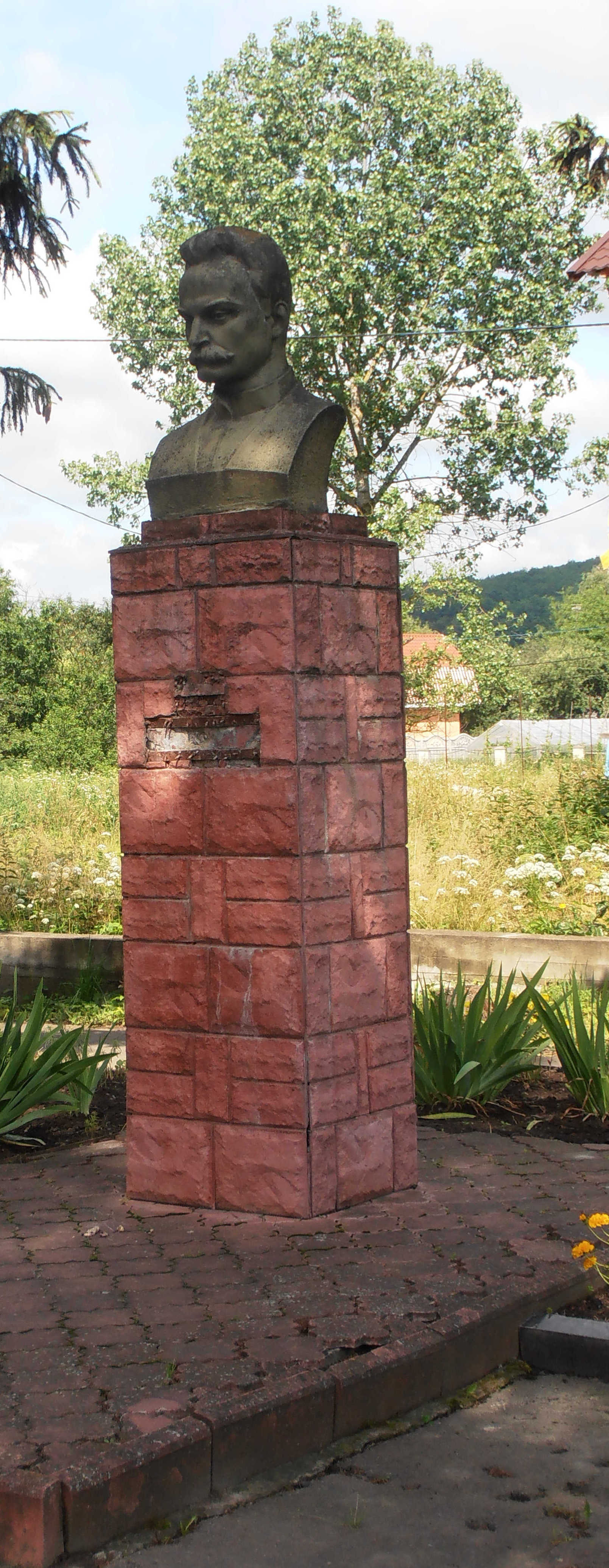
Погруддя Франка біля Народного дому
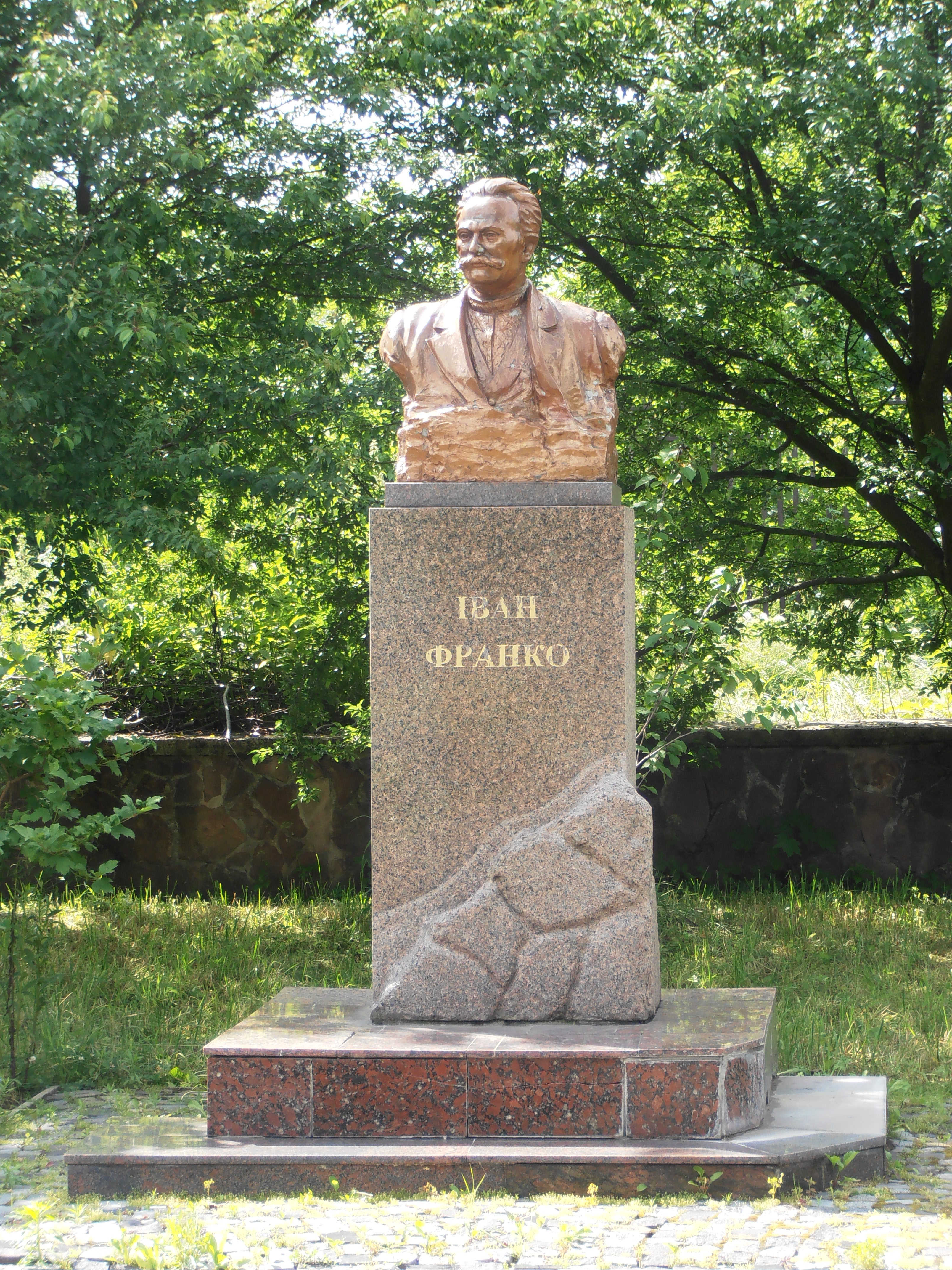
Погруддя Франка біля музею
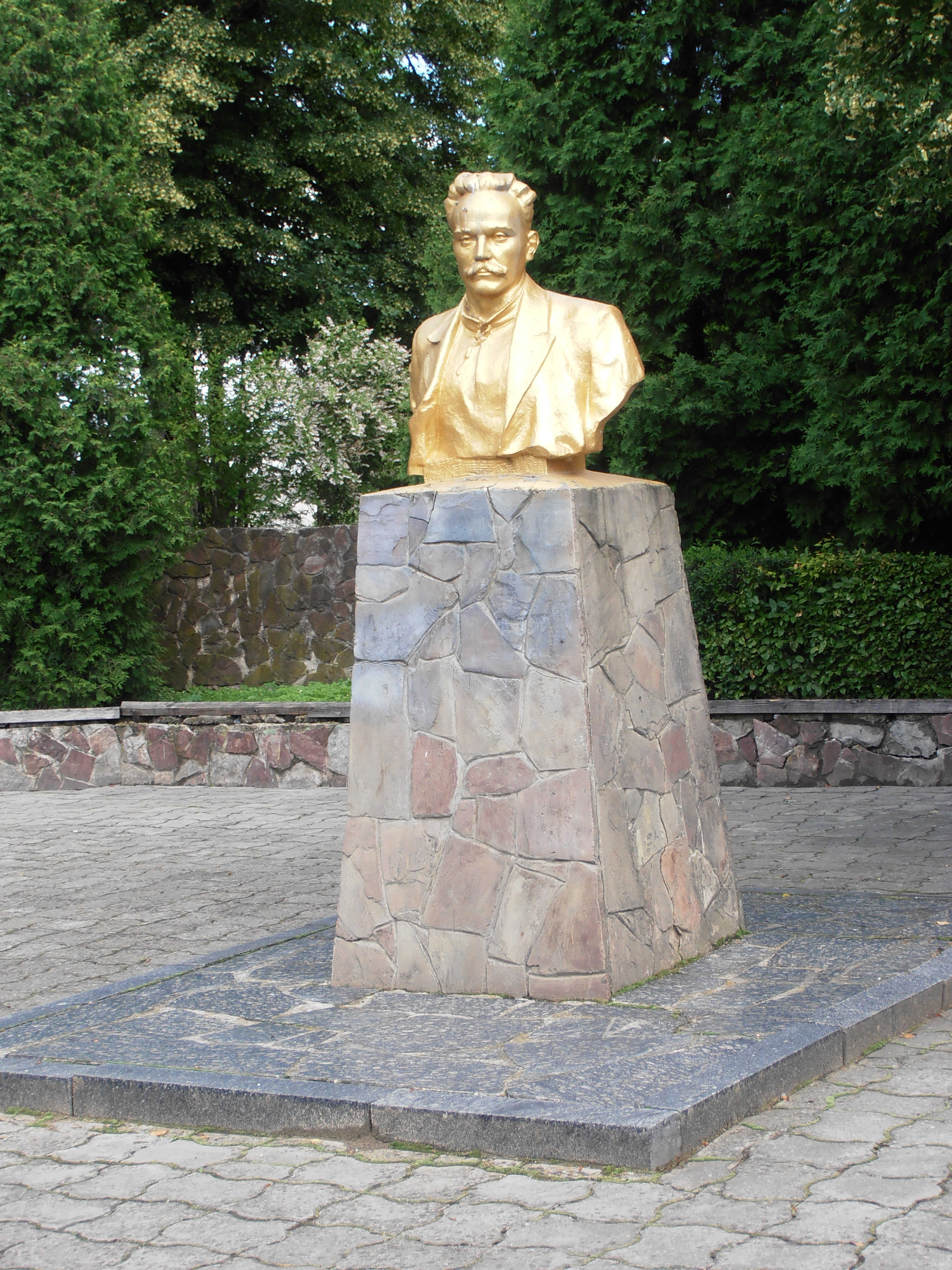
Погруддя Франка біля музичної школи

## Транспортне сполучення
По вулиці курсують автобуси, що здійснюють рейси 6 і 6А. Також по вулиці їздять автобуси приміського сполучення (Войнилівський і Вістівський напрямки) та міжміських Тернопільського й Івано-Франківського напрямків.

## Фотографії

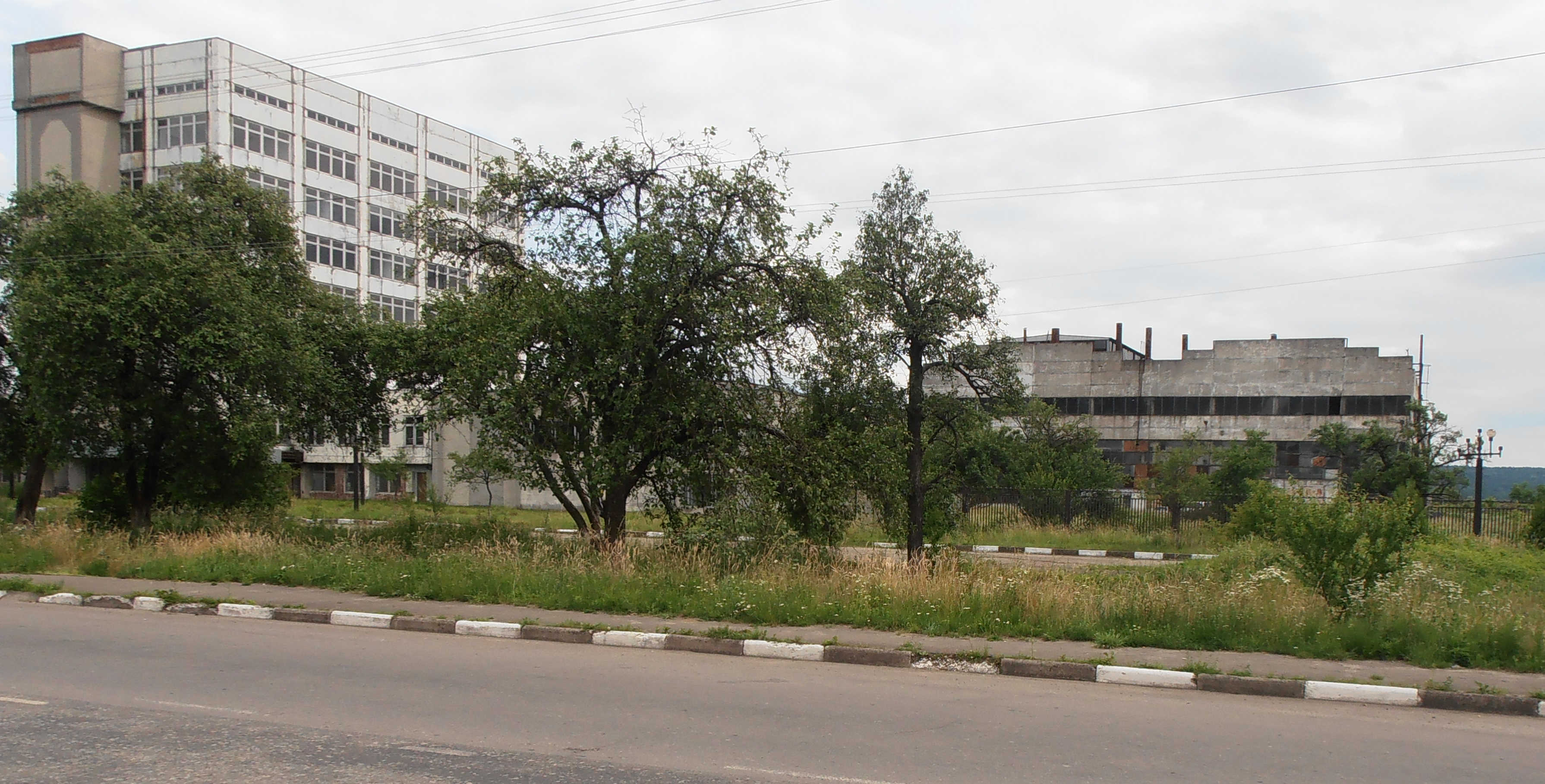
Корпуси Карпатнафтомашу
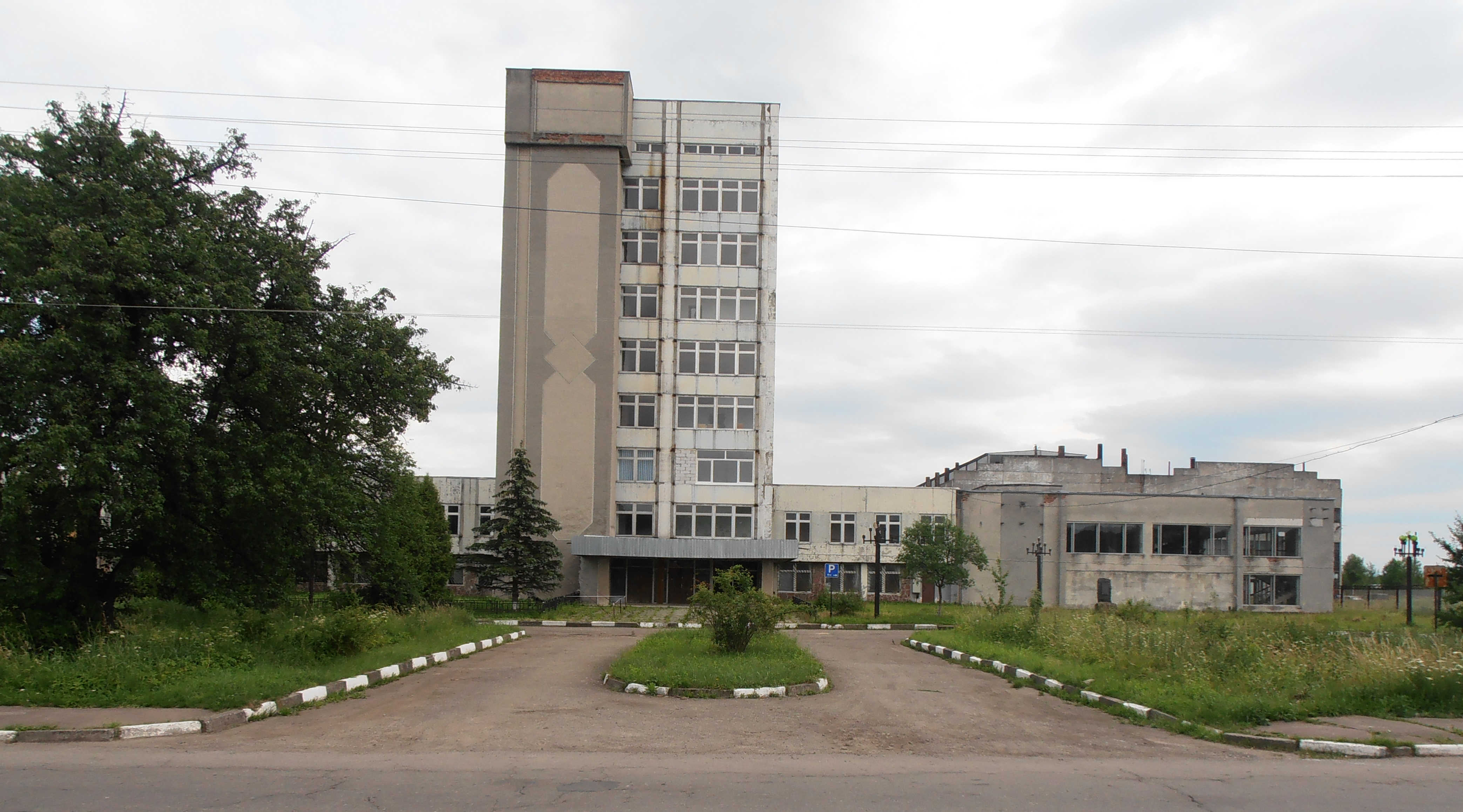
Вхід до Карпатнафтомашу
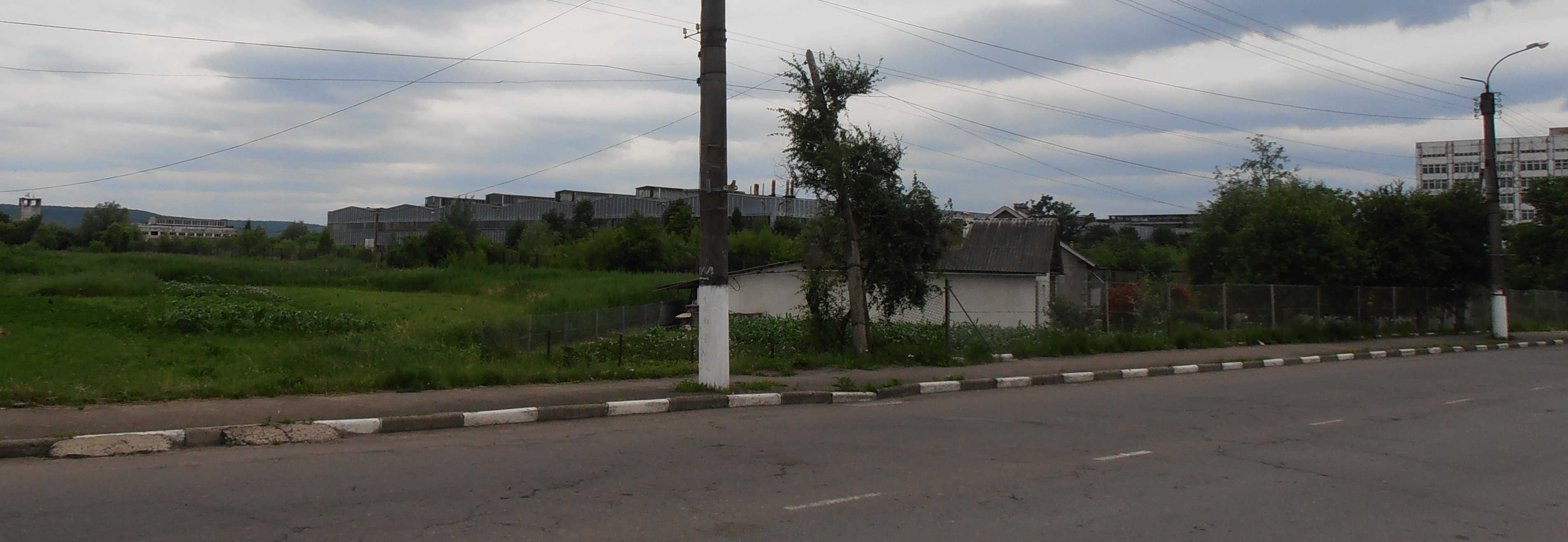
Порожні корпуси Карпатнафтомашу
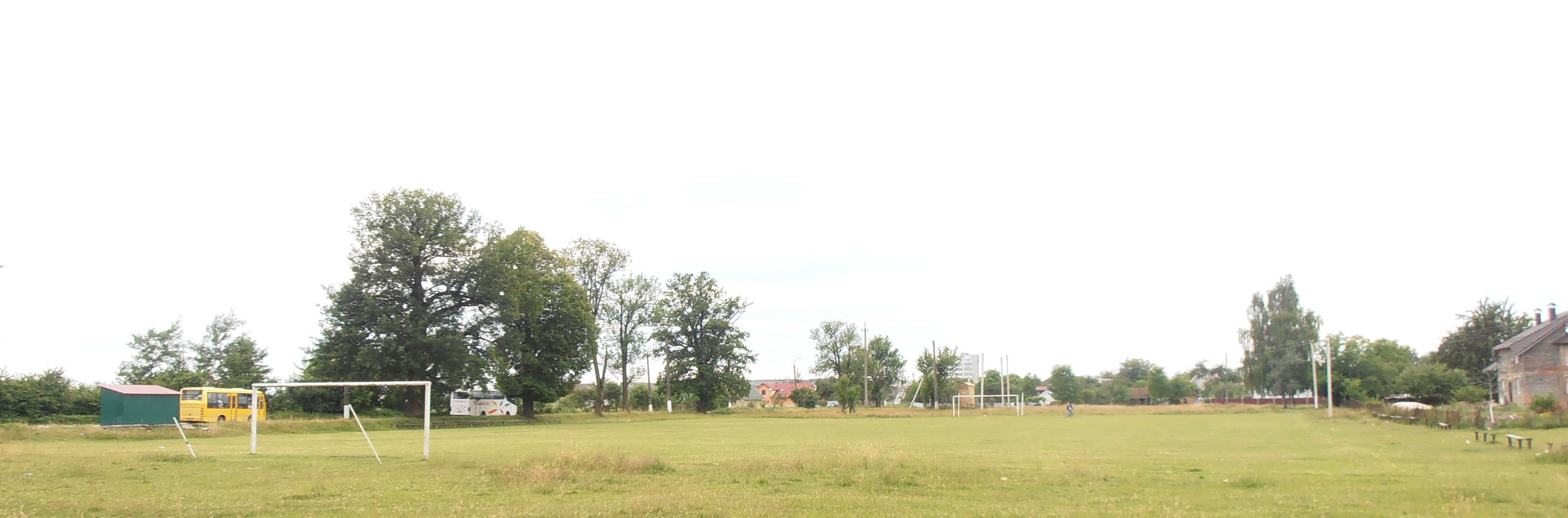
Стадіон
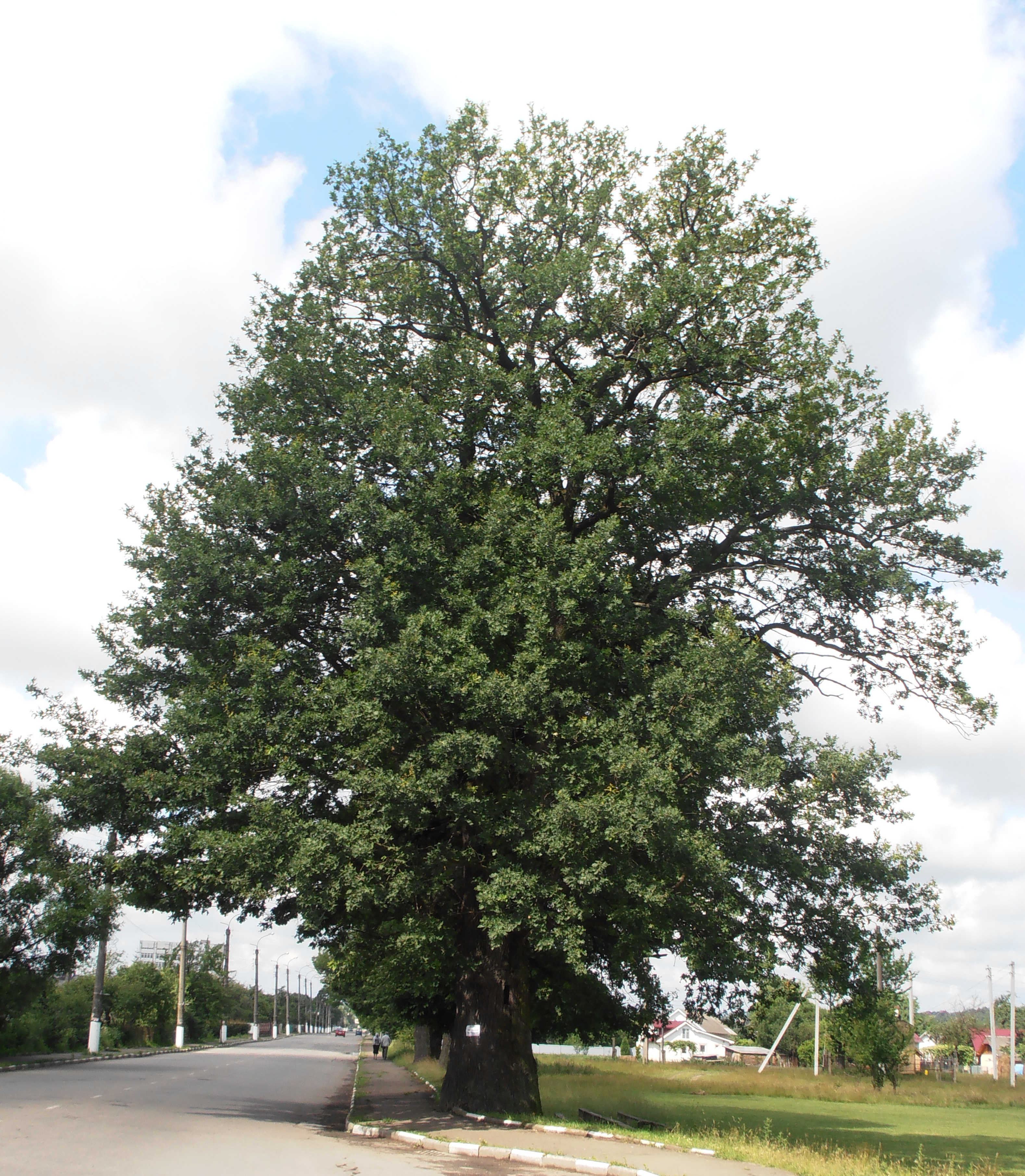
Стародавній дуб
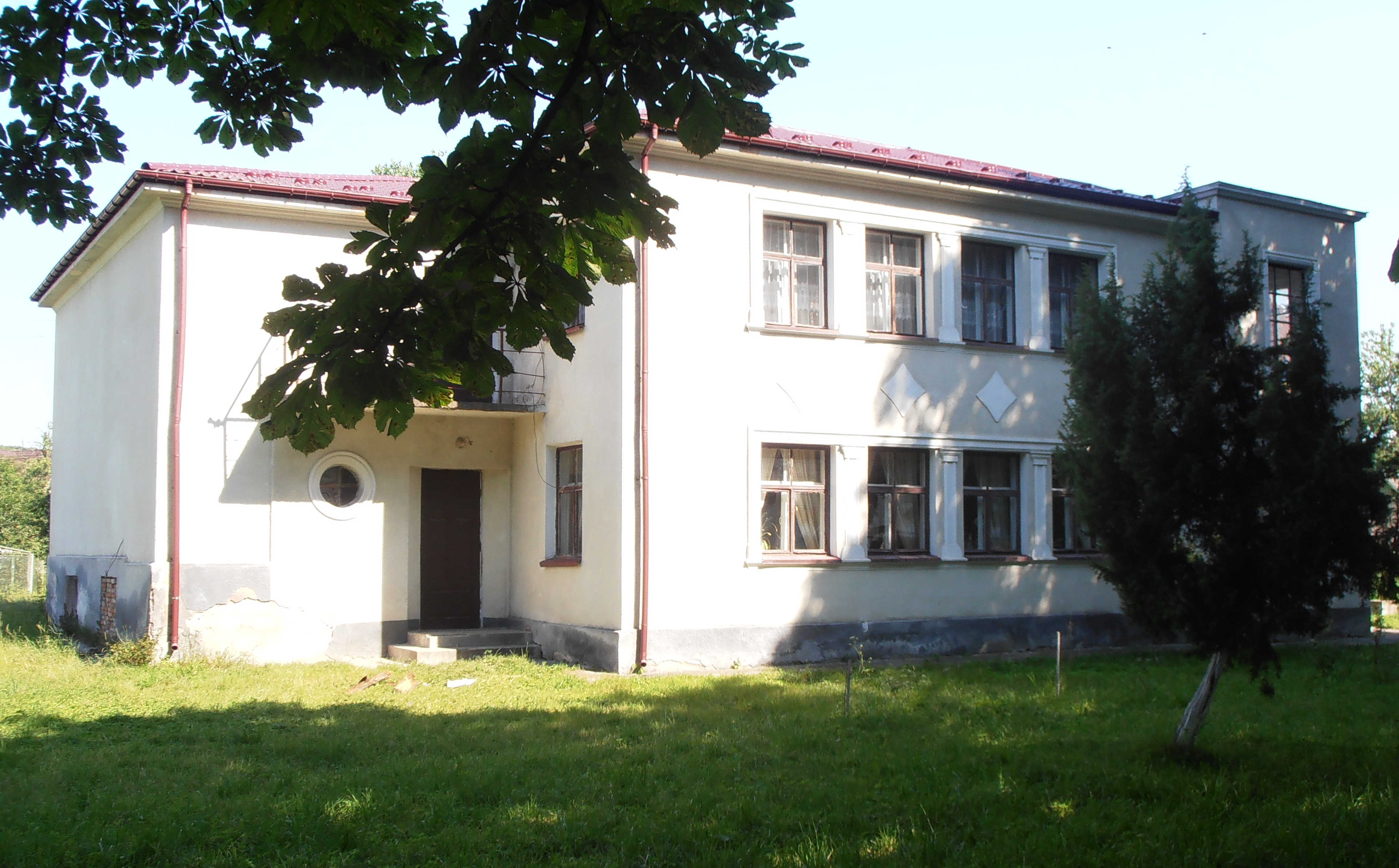
Народний дім
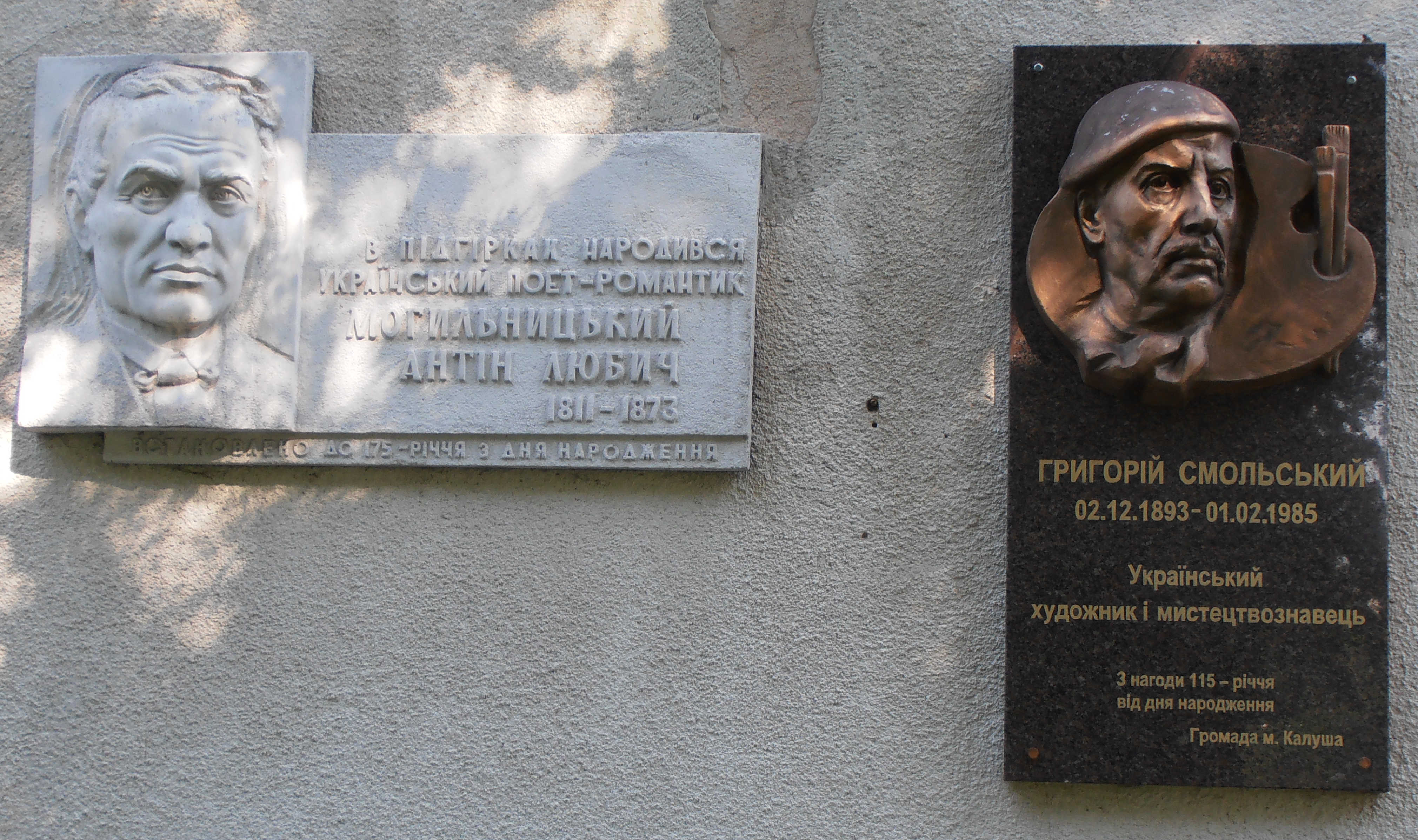
Меморіальні дошки роботи І. Семака
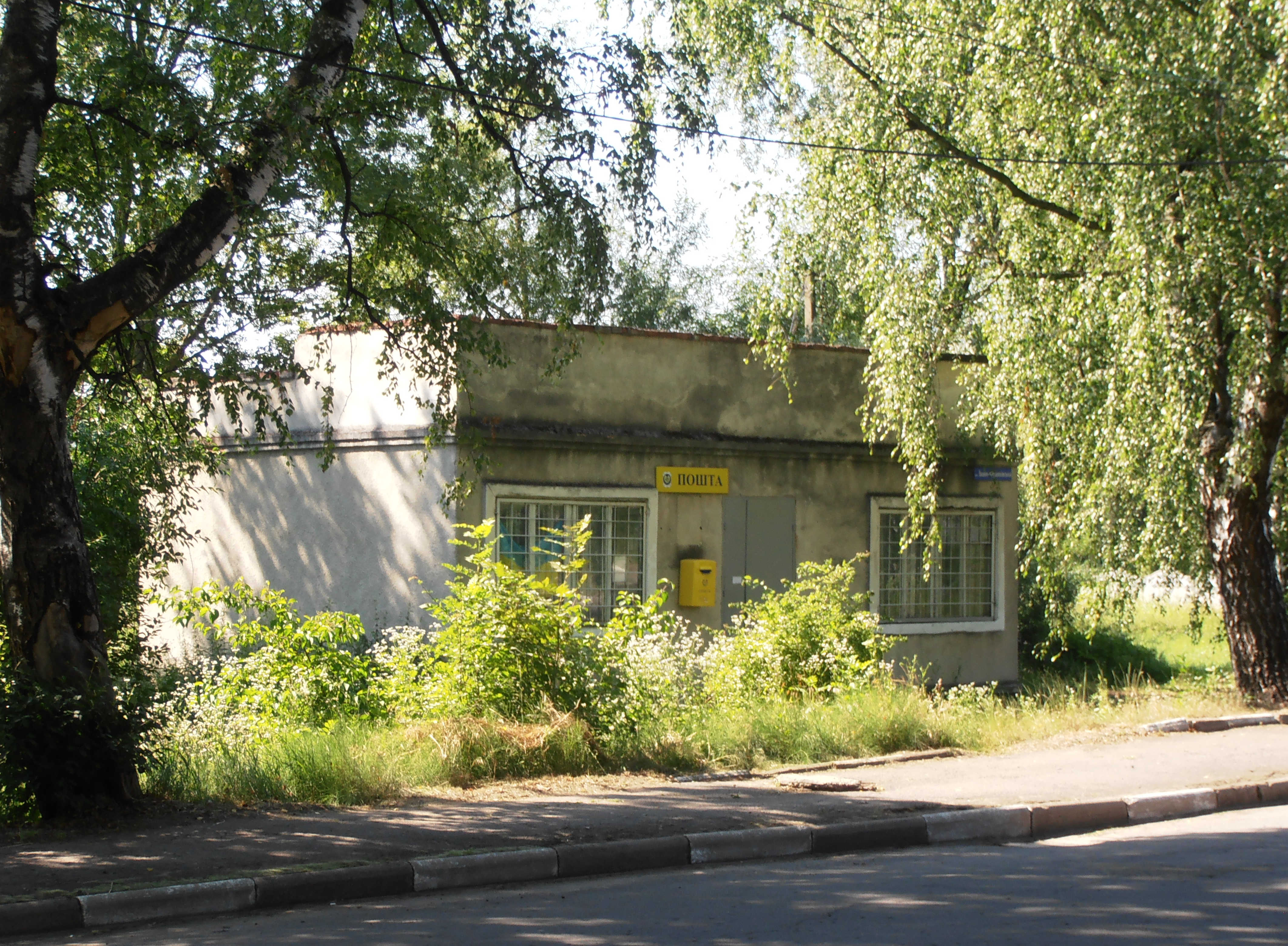
Пошта
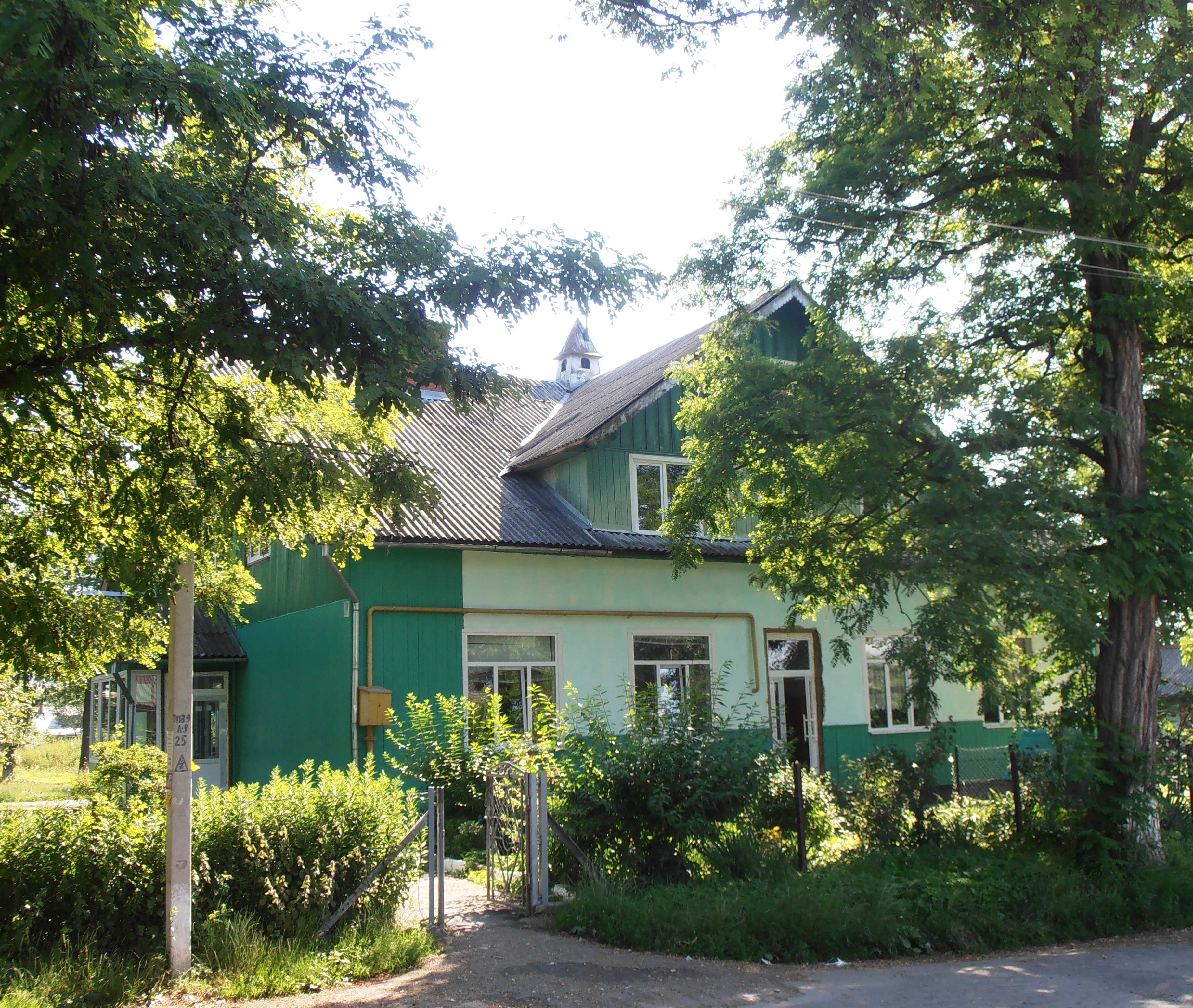
Школа